# Prokike
Prokike je naselje u Ličko-senjskoj županiji u općini Brinje s oko 120 stanovnika. Nalazi se na autocesti Zagreb – Senj, udaljeno od mora 20-ak kilometara.

## Stanovništvo
- 2001. – 122 stanovnika
- 1991. – 229 (Srbi – 205, Hrvati – 19, Jugoslaveni – 2, ostali – 3)
- 1981. – 286 (Srbi – 210, Jugoslaveni – 45, Hrvati – 29, ostali – 2)
- 1971. – 362 (Srbi – 320, Hrvati – 37, Jugoslaveni – 4, ostali – 1)

## Povijest
Dana 5. lipnja 1495., Brinje, knez Ivan Frankapan daruje samostanu sv. Spasa kod Senja selo Mali Prokičci (staro ime Prokika).